# Stephan Lichtsteiner
Stephan Lichtsteiner (* 16. ledna 1984 Adligenswil) je bývalý švýcarský profesionální fotbalista, který hrával na pozici pravého obránce či záložníka. Svoji hráčskou kariéru ukončil v srpnu 2020, a to v dresu německého Augsburgu. Mezi lety 2006 a 2019 odehrál také 108 zápasů v dresu švýcarské reprezentace, ve kterých vstřelil 8 branek. Od roku 2014 byl reprezentačním kapitánem. Účastnil se Mistrovství světa 2010 v Jihoafrické republice, Mistrovství světa 2014 v Brazílii a Mistrovství světa 2018 v Rusku.

## Klubová kariéra
Stephan Lichtsteiner hrál profesionálně za kluby Grasshopper Club Zürich, Lille OSC, SS Lazio a Juventus FC.
S Grasshoppers vyhrál v sezoně 2002/03 švýcarskou první ligu, s Laziem italský pohár v ročníku 2008/09 (Coppa Italia) a s Juventusem od sezony 2011/12 šest scudett (italské ligové tituly) v řadě.
V srpnu 2020 ukončil kariéru.

## Reprezentační kariéra
Stephan Lichtsteiner reprezentoval Švýcarsko v mládežnické kategorii U21.
Svůj debut za A-mužstvo Švýcarska absolvoval 15. 11. 2006 v přátelském zápase v Basileji proti reprezentaci Brazílie (prohra 1:2).
Byl kapitánem švýcarské reprezentace.
Zúčastnil se Mistrovství světa 2010 v Jihoafrické republice.
Německý trenér Švýcarska Ottmar Hitzfeld jej nominoval na Mistrovství světa 2014 v Brazílii. Švýcaři se se 6 body kvalifikovali z druhého místa základní skupiny E do osmifinále proti Argentině, které podlehli 0:1 po prodloužení a z turnaje byli vyřazeni. Právě Lichtsteiner udělal chybu, po které padl argentinský gól. U postranní čáry ve střední části hřiště ztratil míč, kterého se zmocnil Lionel Messi a přihrál jej Ángelu Di Maríovi, který skóroval.